# Mateare
Mateare är en kommun (municipio) i Nicaragua med 42 073 invånare (2012). Den ligger vid södra stranden av Managuasjön i departementet Managua, väster om huvudstaden Managua. I den nordöstra delen av kommunen ligger Naturreservatet Península de Chiltepe med de vulkaniska kratersjöarna Laguna de Apoyeque och Laguna de Xiloá.

## Geografi
Mateare gränsar till Managuasjön i norr och i öster, till kommunerna Ciudad Sandino och Villa Carlos Fonseca i söder samt till kommunen Nagarote i väster. Kommunens centralort är Mateare som med 9 271 invånare ligger längs Managuasjöns södra strand. Kommunens största befolkningscentrum ligger närmast Managua vid gränsen mot grannkommunen Ciudad Sandino, och den är med sina 10 916 invånare sammanvuxen med orten Ciudad Sandino. Större delen av den övriga befolkningen bor mellan dessa två orter.

## Natur
Den östra delen av kommunen består av en halvö, Chiltepe, som sticker ut i Managuasjön. På denna halvö ligger naturreservatet Chiltepe med två utdöda vulkaner vid namn Apoyeque och Xiloá. Båda vulkanerna har stora kratersjöar, Laguna de Apoyeque och Laguna de Xiloá.

## Historia
Mateare är en av de många indiansamhällen som redan existerade vid tiden för spanjorernas erövring av Nicaragua. Gonzalo Fernandez de Oviedo anger att Mateare hade över 10 000 invånare år 1524, och att landsbygden runt omkring kokade av folk. Prästen Fray Francisco de Bobadilla besökte platsen år 1528 då han döpte 421 personer. Vid landets första folkräkning år 1548 hade Mateare 410 invånare.

## Transporter
Kommunen genomkorsas av den nya landsvägen mellan Managua och León, med täta bussförbindelser i båda riktningarna. Kommunen har en liten flygplats utan reguljärtarfik, Aeropuerto de Los Brasiles (ICAO:MNBR), med en 915 meter asfalterad landningsbana.

## Kända personer från Mateare
- Bayardo Mercedes Izabá Solís (1963-2011), advokat, aktivist för mänskliga rättigheter[6]